# 12 X 5
Az 1964-es 12 X 5 a Rolling Stones második nagylemeze. Az albumot gyorsan elkapkodták, rövid idő után aranylemez lett, a listákon a 3. helyig jutott. Szerepel az 1001 lemez, amit hallanod kell, mielőtt meghalsz című könyvben.

## Az album dalai
| 1. | Around and Around     | Chuck Berry                  | 3:03 |
| 2. | Confessin' the Blues  | Jay McShann, Walter Brown    | 2:46 |
| 3. | Empty Heart           | Nanker Phelge                | 2:35 |
| 4. | Time Is on My Side    | Jerry Ragovoy                | 2:50 |
| 5. | Good Times, Bad Times | Mick Jagger, Keith Richards  | 2:32 |
| 6. | It's All Over Now     | Bobby Womack, Shirley Womack | 3:27 |

| 1. | 2120 South Michigan Avenue | Phelge                                       | 3:41 |
| 2. | Under the Boardwalk        | Arthur Resnick, Kenny Young                  | 2:48 |
| 3. | Congratulations            | Mick Jagger, Keith Richards                  | 2:28 |
| 4. | Grown Up Wrong             | Mick Jagger, Keith Richards                  | 2:04 |
| 5. | If You Need Me             | Wilson Pickett, Robert Bateman               | 2:03 |
| 6. | Susie Q                    | Dale Hawkins, Stan Lewis, Eleanor Broadwater | 1:51 |

## Helyezések

### Album
| Év   | Lista         | Helyezés |
| ---- | ------------- | -------- |
| 1964 | Billboard 200 | 3        |

### Kislemezek
| Év   | Kislemez           | Lista             | Helyezés |
| ---- | ------------------ | ----------------- | -------- |
| 1964 | It's All Over Now  | Billboard Hot 100 | 26       |
| 1964 | Time Is on My Side | Billboard Hot 100 | 6        |

## Közreműködők
- Mick Jagger – ének, szájharmonika, ütőhangszerek
- Keith Richards – akusztikus és elektromos gitár, háttérvokál
- Brian Jones – elektromos és akusztikus gitár, szájharmonika, tamburin, háttérvokál
- Charlie Watts – dobok, tamburin
- Bill Wyman – basszusgitár, háttérvokál
- Ian Stewart – orgona, zongora